# Belgia na Zimowych Igrzyskach Olimpijskich 1976
Belgię na Zimowych Igrzyskach Olimpijskich 1976 reprezentowało 4 zawodników.

## Skład kadry

### Narciarstwo alpejskie

#### Mężczyźni
| Zawodnik         | Konkurencja   | 1. przejazd | 1. przejazd | 2. przejazd | 2. przejazd | Czas końcowy | Pozycja | Źródło |
| Zawodnik         | Konkurencja   | Czas        | Pozycja     | Czas        | Pozycja     | Czas końcowy | Pozycja | Źródło |
| ---------------- | ------------- | ----------- | ----------- | ----------- | ----------- | ------------ | ------- | ------ |
| Didier Xhaet     | Zjazd         | 1:53.56     | 43.         | Nie dotyczy | Nie dotyczy | 1:53.56      | 43.     | [ 1 ]  |
| Robert Blanchaer | Zjazd         | 1:54.30     | 45.         | Nie dotyczy | Nie dotyczy | 1:54.30      | 45.     | [ 1 ]  |
| Robert Blanchaer | Slalom Gigant | 1:57.37     | 55.         | 2:00.53     | 41.         | 3:57.90      | 40.     | [ 2 ]  |
| Didier Xhaet     | Slalom Gigant | DNF         | DNF         | DNF         | DNF         | DNF          | DNF     | [ 2 ]  |
| Didier Xhaet     | Slalom        | DNF         | DNF         | DNF         | DNF         | DNF          | DNF     | [ 3 ]  |
| Robert Blanchaer | Slalom        | DNF         | DNF         | DNF         | DNF         | DNF          | DNF     | [ 3 ]  |

### Łyżwiarstwo szybkie

#### Kobiety
| Zawodnik             | Konkurencja      | Czas    | Pozycja | Źródło |
| -------------------- | ---------------- | ------- | ------- | ------ |
| Gilbert Van Eesbeeck | Wyścig na 500 m  | 48.31   | 27.     | [ 4 ]  |
| Gilbert Van Eesbeeck | Wyścig na 1500 m | 2:32.96 | 26.     | [ 5 ]  |
| Gilbert Van Eesbeeck | Wyścig na 3000 m | 5:10.35 | 26.     | [ 6 ]  |

#### Mężczyźni
| Zawodnik             | Konkurencja      | Czas    | Pozycja | Źródło |
| -------------------- | ---------------- | ------- | ------- | ------ |
| Gilbert Van Eesbeeck | Wyścig na 1500 m | 2:12.74 | 28.     | [ 7 ]  |
| Gilbert Van Eesbeeck | Wyścig na 5000 m | 8:29.78 | 30.     | [ 8 ]  |